# Hans Jendritzki
Hans Jendritzki (* 25. Juli 1907 in Wolmirstedt; † 17. März 1996 in Hamburg) war ein deutscher Uhrmacher und Fachautor.
Nach einer Uhrmacherlehre bei seinem Vater und dem letzten Lehrjahr bei Kitzki arbeitete Jendritzki als Präzisionsuhrmacher in Altona und legte 1936 in Berlin die Prüfung zum Uhrmachermeister ab. Bereits 1934 hatte er die Redaktion der Fachzeitschrift „Uhrmacherkunst“ übernommen.
Im Jahre 1940 wurde er als Lehrer und Ausbilder an die Staatliche Uhrmacherschule Hamburg berufen.
Jendritzki verfasste zahlreiche Fachartikel und Fachbücher über das Uhrmacherhandwerk. Als Uhrmacher erfand er Verbesserungen der Hemmung mit konstanter Kraft für Unruhuhren, Untersetzungsgetriebe und die Herstellung von zentralen Sekundenzeigern.
Als Autor zahlreicher Abhandlungen in Fachzeitschriften machte er sich schnell einen Namen. Entsprechende Fachbücher folgten, die zur Grundlagenliteratur vieler Uhreninteressenten gehören. Er zeichnete sich durch große Fachkompetenz und gut verständliche Darstellungsweise in Wort und Bild aus. Seine Werke wurden zum Teil in zehn Sprachen übersetzt. Seit 2003 werden die Werke von Hans Jendritzki vom Verlag Historische Uhrenbücher wieder verlegt. 

## Veröffentlichungen (Auswahl)
- Die Reparatur der Armbanduhr. Halle 1937; mehrere Auflagen.
- Werkstattwinke des Uhrmachers. 1939.
- Lehrbuch für das Uhrmacherhandwerk. 1951.
- Der moderne Uhrmacher. 1952.
- Der Uhrmacher an der Drehbank. 1959.
- Das technische Rüstzeug für den Uhrenverkauf.
- Das Regulieren von Unruh-Uhren. 1963.
- Reparatur antiker Pendeluhren. 1981.
- Vom Zugfeder-Antrieb. In: Schriften der Freunde Alter Uhren. Heft 21, Ulm 1982, S. 71–80.